# Charlie Sheen

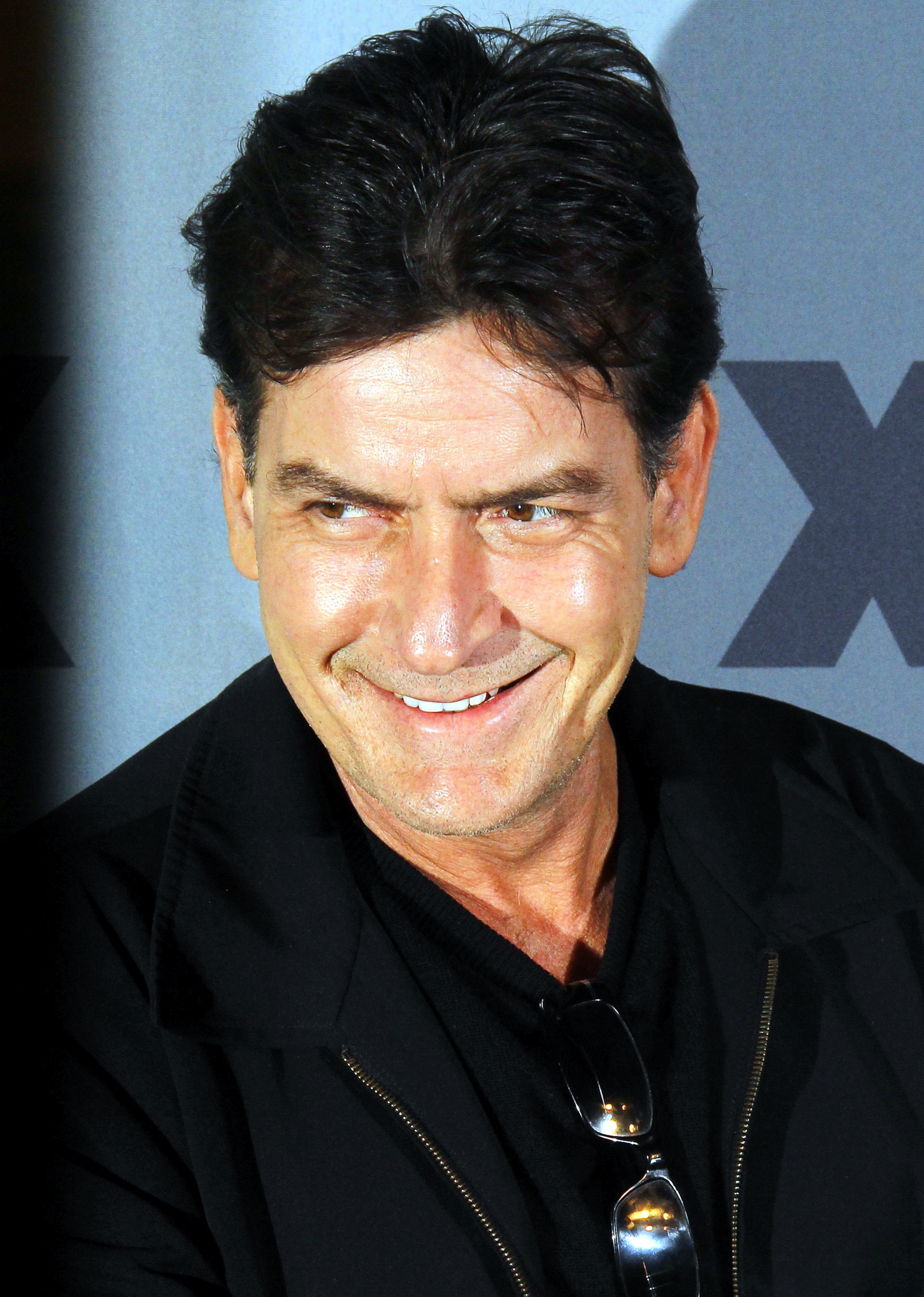
Charlie Sheen (2012)

Charlie Sheen (eigentlich Carlos Irwin Estévez; * 3. September 1965 in New York) ist ein US-amerikanischer Schauspieler. Nach ersten eher ernsten Kinorollen ab 1986 unter anderem in Platoon oder Wall Street wurde er ab 1988 durch Kinokomödien wie Die Indianer von Cleveland und Hot Shots! – Die Mutter aller Filme sowie die Sitcom Two and a Half Men bekannt.

## Privatleben
Charlie Sheen wurde 1965 in New York als jüngster Sohn und das dritte von vier Kindern des Schauspielers Martin Sheen (bürgerlich Ramón Antonio Gerardo Estévez) geboren, dessen Künstlernamen Sheen er übernahm. Seine Mutter ist die Künstlerin Janet Estévez. Sheen hat zwei Brüder, Emilio und Ramón Estévez, und eine Schwester, Renée Estévez, die alle Schauspieler sind. 
Er besuchte die Santa Monica High School in Kalifornien. 1983 wurde er kurz vor der Abschlussprüfung wegen schlechter Noten und unentschuldigter Abwesenheit der Schule verwiesen. 2013 erhielt er seinen Highschool-Abschluss. Im Alter von 19 Jahren bekam er mit seiner Highschool-Freundin seine erste Tochter. Später war er mit der Schauspielerin Kelly Preston verlobt, die ihn verließ, nachdem er ihr 1990 in den Arm geschossen hatte. 
Von 1990 bis 1992 lebte Sheen mit der ehemaligen Pornodarstellerin Ginger Lynn zusammen. 1995 heiratete er das fünf Jahre jüngere Model Donna Peele und ließ sich fünf Monate später wieder scheiden. 1996 prügelte er seine Freundin, die Pornodarstellerin Brittany Ashland, bewusstlos und wurde zu einer Bewährungsstrafe und Sozialstunden verurteilt. 2002 heiratete er die Schauspielerin Denise Richards, die sich 2006 wegen seines Drogenmissbrauchs und Gewaltandrohungen von ihm scheiden ließ. Sie haben zusammen zwei Töchter.
2008 heiratete Sheen die Immobilienmaklerin und Schauspielerin Brooke Mueller, die im Jahr darauf Zwillingssöhne zur Welt brachte. Weihnachten 2009 meldete sie der Polizei, dass Sheen sie mit einem Messer bedroht habe. Er wurde in Aspen verhaftet und gegen eine Kaution von 8.500 Dollar wieder freigelassen. Seit diesem Vorfall wurde das Paar nicht mehr zusammen gesehen. Im Oktober 2010 randalierte Sheen im New Yorker Plaza Hotel, er soll gegenüber der Pornodarstellerin Capri Anderson gewalttätig geworden sein. Im November reichte er die Scheidung von Brooke Mueller ein, Anfang Mai 2011 wurde die Ehe geschieden.
Im März 2011 lud Sheen ein Fernsehteam in seine Villa ein, in der er zu dieser Zeit mit der Pornodarstellerin Bree Olson und dem Model Natalie Kenly in einer Dreiecksbeziehung zusammenlebte. Als Reaktion auf diese Sendung und auf mutmaßliche Drohungen gegenüber seiner letzten Ex-Frau wurde ihm vorübergehend das Sorgerecht für seine Söhne entzogen und eine einstweilige Verfügung erlassen, wonach es ihm verboten war, sich den Kindern und deren Mutter auf weniger als 100 Yards (etwa 90 Meter) zu nähern. Im Februar 2014 verlobte er sich mit der ehemaligen Pornodarstellerin Brett Rossi. Noch im selben Jahr löste er die Verlobung wieder auf.
Sheen geriet mehrfach wegen Problemen mit Alkohol und Kokain in die Schlagzeilen. Mehrere Entziehungskuren und Aufenthalte in Drogenkliniken unterbrachen seine Karriere. Außerdem wurde er in der Boulevardpresse mit Callgirls und Escortagenturen in Verbindung gebracht.
Im November 2015 erklärte Sheen in der Today Show des US-Fernsehsenders NBC, dass er seit etwa vier Jahren wisse, mit HIV infiziert zu sein. Der später so genannte „Charlie-Sheen-Effekt“ wurde dafür verantwortlich gemacht, dass unmittelbar nach dieser Erklärung verstärkt Informationen im Internet zum HI-Virus, HIV-Prävention und HIV-Testverfahren gesucht wurden und Bestellungen von HI-Testverfahren für private Anwender sich nahezu verdoppelten.

## Filmkarriere
Mit 13 Jahren begleitete er seinen Vater zu den Dreharbeiten des Films Apocalypse Now und war so begeistert, dass er ebenfalls Schauspieler werden wollte. Mit seinen Schulkameraden Rob Lowe, Sean Penn und Chris Penn drehte er Super-8-Filme.
Sheens Filmkarriere begann mit einem kurzen Auftritt neben seinem Vater in dem Fernsehfilm Die Hinrichtung des Soldaten Slovik (1974), der auf der Geschichte des US-Army-Soldaten Eddie Slovik beruht, den Martin Sheen verkörperte. Große Beachtung fand seine Hauptrolle in dem preisgekrönten Anti-Kriegsfilm Platoon (1986) und der Auftritt zusammen mit seinem Vater in Wall Street (1987). Regisseur beider Filme war Oliver Stone. Einen kurzen Auftritt hatte Sheen als Drogensüchtiger in einem Polizeirevier in Ferris macht blau. Für diese Darstellung hatte er 48 Stunden nicht geschlafen, um seine Rolle und den Drogenentzug so authentisch wie möglich darzustellen. Die Szene spielte er neben Dirty-Dancing-Star Jennifer Grey, mit der er bereits in Die rote Flut (1984) einen ersten längeren Filmauftritt hatte. Jahre später parodierte er die Szene aus Ferris macht blau in einer Folge von Die Goldbergs.
Bekannt wurde er vor allem durch Rollen in Kinokomödien, so etwa in Die Indianer von Cleveland (1988) oder an der Seite seines Bruders Emilio Estevez in Men at Work (1990). Seine bekannteste Rolle in dieser Zeit war 1991 und 1993 „Topper Harley“ in der Slapstick-Komödie Hot Shots! – Die Mutter aller Filme und deren Fortsetzung Hot Shots! Der zweite Versuch, in denen zahlreiche Action- und Kriegsfilme parodiert werden. Im Jahr 2000 übernahm er die vorher von Michael J. Fox besetzte Hauptrolle in der ABC-Comedyserie Chaos City (bis 2002) und wirkte 2003, 2006 und 2013 zudem im dritten, vierten und fünften Teil der Scary-Movie-Filmreihe mit, die jüngere Horrorfilm-Produktionen aufs Korn nimmt.

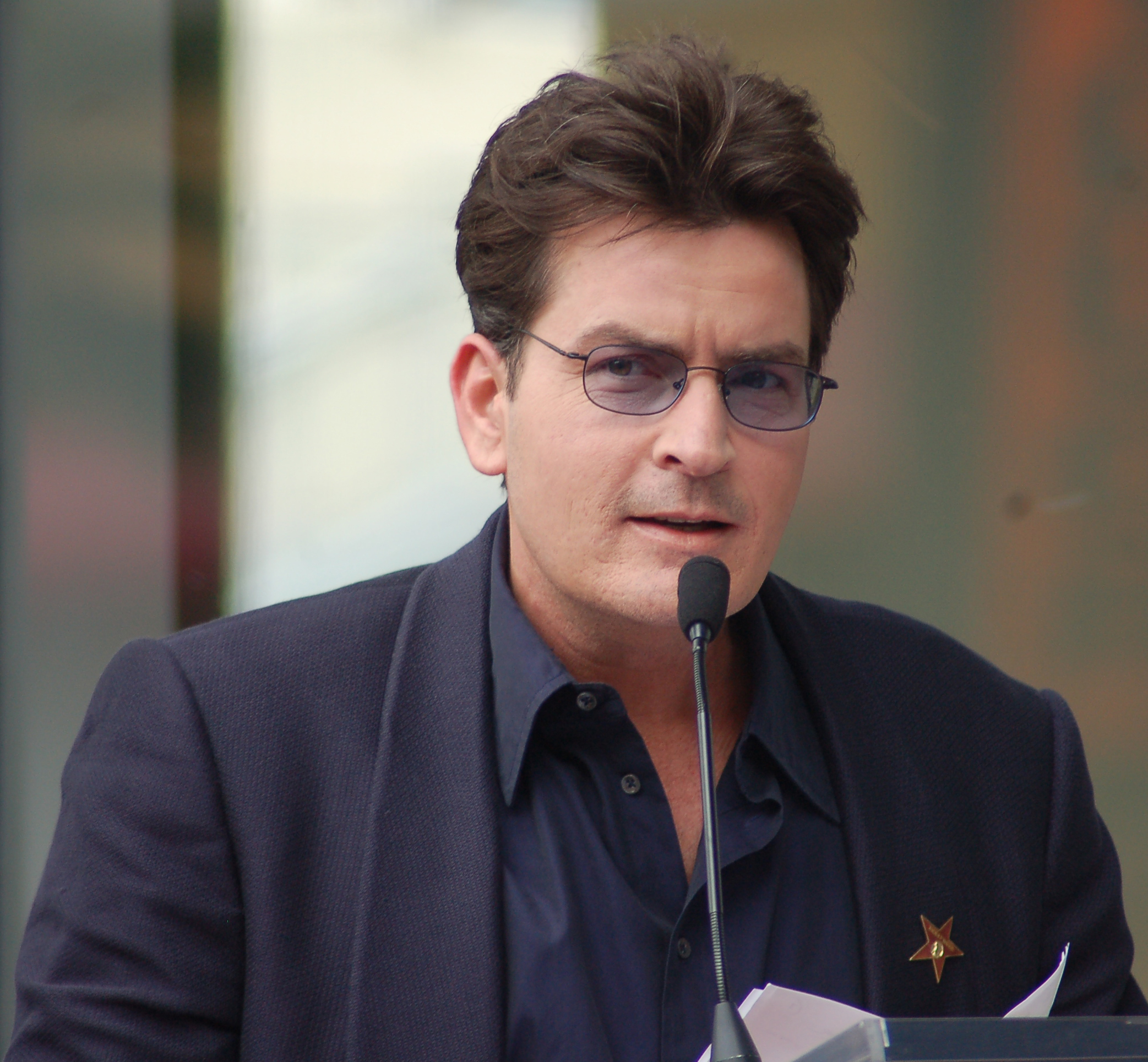
Charlie Sheen, 2009

Von 2003 bis 2011 spielte er in der CBS-Sitcom Two and a Half Men. Die Hauptrolle des Charlie Harper brachte ihm von 2006 bis 2009 vier Emmy-Nominierungen in Folge sowie zwei Golden-Globe-Nominierungen ein. Durch das Mitwirken in dieser erfolgreichen Serie war Sheen der bestbezahlte amerikanische Fernsehstar. Bis zur siebten Staffel erhielt er nach Angaben der US-Zeitschrift TV Guide pro Folge rund 825.000 US-Dollar. Neben der Gage erhielt er Einnahmen aus den Rechten an der Serie. Ab der achten Staffel verdiente Sheen laut TV-Guide pro Folge 1,25 Millionen Dollar. Damit war er der bestbezahlte Serienschauspieler der Welt.
Im Februar 2011 wurde die Produktion der achten Serienstaffel nach 16 von ursprünglich geplanten 24 Episoden eingestellt, nachdem Sheen erneut durch Drogenmissbrauch auffällig geworden war und öffentlich den Produzenten Chuck Lorre beleidigt hatte. Am 7. März 2011 gab Warner Bros. Television die Entlassung von Charlie Sheen bekannt. Bereits kurz danach bekam er die Hauptrolle in der Fernsehserie Anger Management, welche lose auf dem Film Die Wutprobe von 2003 (mit Jack Nicholson und Adam Sandler in den Hauptrollen) basiert. Mit FX fand sich auch ein Sender, der die Serie am 28. Juni 2012 erstmals ausstrahlte. Sheen legte für den Film Machete Kills seinen Künstlernamen ab und tauchte im Abspann unter seinem bürgerlichen Namen Carlos Estevez auf. 2023 wurde bekannt, dass Sheen und Chuck Lorre an einer neuen Serie namens Bookie zusammenarbeiten.
Sheen wird in der deutschen Synchronisation seiner Film- und Serienauftritte meistens von Benjamin Völz gesprochen.

## Verschwörungstheorien
2006 äußerte Sheen in der Radiosendung von Alex Jones Zweifel an der offiziellen Version der Terroranschläge am 11. September 2001. Im Juni 2006 sprach er auf der Veranstaltung 9/11 + The Neo-Con Agenda in Los Angeles.

## Sonstiges
Im Mai 2011 veröffentlichten Charlie Sheen und Snoop Dogg das Lied Winning, an dem sie schon seit einiger Zeit gearbeitet hatten.

## Filmografie
- 1973: Badlands
- 1974: Die Hinrichtung des Soldaten Slovik (The Execution of Private Slovik, Fernsehfilm)
- 1983: Grizzly II: Revenge (Grizzly II: The Predator) [2020 veröffentlicht]
- 1984: Die rote Flut (Red Dawn)
- 1984: Tod eines Teenagers (Silence of the Heart, Fernsehfilm)
- 1985: The Fourth Wise Man (Fernsehfilm)
- 1985: Nachts, wenn der Mörder kommt (Out of the Darkness, Fernsehfilm)
- 1985: Blind Rage/Blinder Hass (The Boys Next Door)
- 1986: A Life in the Day (Kurzfilm)
- 1986: Unglaubliche Geschichten (Steven Spielberg’s Amazing Stories, Fernsehserie, 1.15 Der Held)
- 1986: Lucas
- 1986: Ferris macht blau (Ferris Bueller’s Day Off)
- 1986: Interceptor – Phantom der Ewigkeit (The Wraith)
- 1986: Platoon
- 1986: Wisdom – Dynamit und kühles Blut (Wisdom)
- 1987: Drei auf dem Highway – Three for the Road (Three for the Road)
- 1987: No Man’s Land – Tatort 911 (No Man's Land)
- 1987: Wall Street
- 1988: Das Highway-Trio (Never on Tuesday)
- 1988: Young Guns
- 1988: Acht Mann und ein Skandal (Eight Men Out)
- 1989: Die Indianer von Cleveland (Major League)
- 1989: Tale of Two Sisters
- 1989: Heidi auf der Flucht (Courage Mountain)
- 1990: Catchfire
- 1990: Navy Seals – Die härteste Elitetruppe der Welt (Navy Seals)
- 1990: Men at Work
- 1990: Rookie – Der Anfänger (The Rookie)
- 1990: Ein fremder Klang (Cadence)
- 1991: Hot Shots! – Die Mutter aller Filme (Hot Shots!)
- 1992: Made of Steel – Hart wie Stahl (Beyond the Law)
- 1993: Loaded Weapon 1
- 1993: Hot Shots! Der zweite Versuch (Hot Shots! Part Deux)
- 1993: Hearts of Hot Shots Part Deux: A Filmmaker’s Apology (Kurzfilm)
- 1993: Deadfall
- 1993: Die drei Musketiere (The Three Musketeers)
- 1994: The Chase – Die Wahnsinnsjagd (Highway Heat)
- 1994: Die Indianer von Cleveland II (Major League II)
- 1994: Tödliche Geschwindigkeit (Terminal Velocity)
- 1996: New York Girls – Looking for Mr. Perfekt (Loose Women)
- 1996: Frame by Frame (Kurzfilm)
- 1996: Friends (Fernsehserie, Folge 2x23 The One with the Chicken Pox)
- 1996: The Arrival – Die Ankunft (The Arrival)
- 1997: Die Verschwörung im Schatten (Shadow Conspiracy)
- 1997: Money Talks – Geld stinkt nicht (Money Talks)
- 1997: Under Pressure (Bad Day on the Block)
- 1997: Discovery Mars (Kurzfilm)
- 1998: Serial Killer (Postmortem)
- 1998: Death Row – Nachricht aus der Todeszelle (A Letter from Death Row)
- 1998: Free Money
- 1998: Mörderisches Doppelspiel/Cop War (No Code of Conduct)
- 1999: Sugar Hill (Fernsehserie)
- 1999: Five Aces
- 1999: Being John Malkovich
- 2000: Rated X (Fernsehfilm)
- 2000–2002: Chaos City (Spin City, Fernsehserie, 45 Folgen)
- 2001: Good Advice – Guter Rat ist teuer (Good Advice)
- 2003: Pauly Shore is Dead
- 2003: Deeper Than Deep (Kurzfilm)
- 2003: Scary Movie 3
- 2003–2011: Two and a Half Men (Fernsehserie, 177 Folgen)
- 2004: Hawaii Crime Story (The Big Bounce)
- 2006: Scary Movie 4
- 2006: Guilty Hearts
- 2008: The Big Bang Theory (Fernsehserie, Folge The Griffin Equivalency)
- 2010: Wall Street: Geld schläft nicht (Wall Street: Money Never Sleeps)
- 2010: Stichtag (Due Date)
- 2012: Foodfight! (Sprechrolle)
- 2012: She Wants Me
- 2012: Charlies Welt – Wirklich nichts ist wirklich (A Glimpse Inside the Mind of Charles Swan III)
- 2012–2014: Anger Management (Fernsehserie, 100 Folgen)
- 2013: Scary Movie 5
- 2013: Machete Kills
- 2015: Die Goldbergs (The Goldbergs, Fernsehserie, Folge Barry Goldberg’s Day Off)
- 2017: Mad Families
- 2017: 9/11
- 2022: Ramble On
- 2023–2024: Bookie (Fernsehserie, 3 Folgen)

## Auszeichnungen und Nominierungen
Auszeichnungen
- 1989: Western Heritage Awards: Bronze Wrangler für Young Guns
- 1994: Stern auf dem Hollywood Walk of Fame
- 2002: Golden Globe: Bester Hauptdarsteller – Musical oder Comedy für Chaos City
- 2008: ALMA Awards: Bester Hauptdarsteller – Fernsehserie für Two and a Half Men
- 2009: TV Land Awards: Future Classic Award für Two and a Half Men (mit der restlichen Besetzung)

Nominierungen
- 2000: Screen Actors Guild Awards: Bestes Schauspielensemble für Being John Malkovich (mit der restlichen Besetzung)
- 2001: ALMA Awards: Bester Hauptdarsteller – Fernsehserie für Chaos City
- 2001: ALMA Awards: Bester Hauptdarsteller – Fernsehserie für Chaos City
- 2005: Screen Actors of Guild Awards: Bester Hauptdarsteller in einer Comedyserie für Two and a Half Men
- 2005: Golden Globe: Bester Hauptdarsteller – Musical oder Comedy für Two and a Half Men
- 2006: Golden Globe: Bester Hauptdarsteller – Musical oder Comedy für Two and a Half Men
- 2006: People’s Choice Award: Lieblings TV-Star
- 2006: Emmy: Bester Hauptdarsteller in einer Comedyserie für Two and a Half Men
- 2007: Emmy: Bester Hauptdarsteller in einer Comedyserie für Two and a Half Men
- 2007: Teen Choice Awards: Bester TV-Schauspieler – Comedy für Two and a Half Men
- 2007: People’s Choice Award: Lieblings TV-Star
- 2007: Nickelodeon Kids’ Choice Awards: Lieblings-TV-Schauspieler für Two and a Half Men
- 2008: Emmy: Bester Hauptdarsteller in einer Comedyserie für Two and a Half Men
- 2008: Teen Choice Awards: Bester TV-Schauspieler – Comedy für Two and a Half Men
- 2008: People’s Choice Awards: Lieblings TV-Star
- 2009: Emmy: Bester Hauptdarsteller in einer Comedyserie für Two and a Half Men
- 2009: People’s Choice Awards: Lieblings TV-Star
- 2010: Screen Actors of Guild Awards: Bester Hauptdarsteller in einer Comedyserie für Two and a Half Men
- 2014: Goldene Himbeere: Schlechtestes Leinwandpaar (zusammen mit Lindsay Lohan) für Scary Movie 5